# Curtara mayra
Curtara mayra är en insektsart som beskrevs av Delong 1984. Curtara mayra ingår i släktet Curtara och familjen dvärgstritar. Inga underarter finns listade i Catalogue of Life.